# محوطه کله جوب
محوطه کله جوب مربوط به دوره ساسانیان است و در شهرستان چرداول، بخش شیروان، روستای کله جوب واقع شده و این اثر در تاریخ ۲ مرداد ۱۳۸۷ با شمارهٔ ثبت ۲۳۰۴۹ به‌عنوان یکی از آثار ملی ایران به ثبت رسیده است.